# Judith Uitermark
Judith Uitermark (ur. 20 września 1971 w Edamie) – holenderska prawniczka i polityk, sędzia, posłanka do Tweede Kamer, od 2024 minister spraw wewnętrznych.

## Życiorys
Kształciła się w zakresie biznesu międzynarodowego w Haarlemie. W 2001 ukończyła studia prawnicze na Uniwersytecie Amsterdamskim. Była działaczką Apelu Chrześcijańsko-Demokratycznego, od 1995 pracowała we frakcji radnych tej partii. W latach 1998–2001 wykonywała mandat radnej miejskiej w Haarlemie. Później zawodowo związana z sądownictwem, pracowała w Utrechcie i Haarlemie, jako sędzia orzekała w sprawach karnych. W latach 2015–2022 pełniła funkcję krajowego koordynatora ds. mediacji w sprawach karnych. W 2023 dołączyła do Nowej Umowy Społecznej Pietera Omtzigta. W tym samym roku z jej ramienia uzyskała mandat deputowanej do Tweede Kamer.
W lipcu 2024 objęła urząd ministra spraw wewnętrznych w nowo powołanym rządzie Dicka Schoofa.